# Sociedade Histórica do Sul

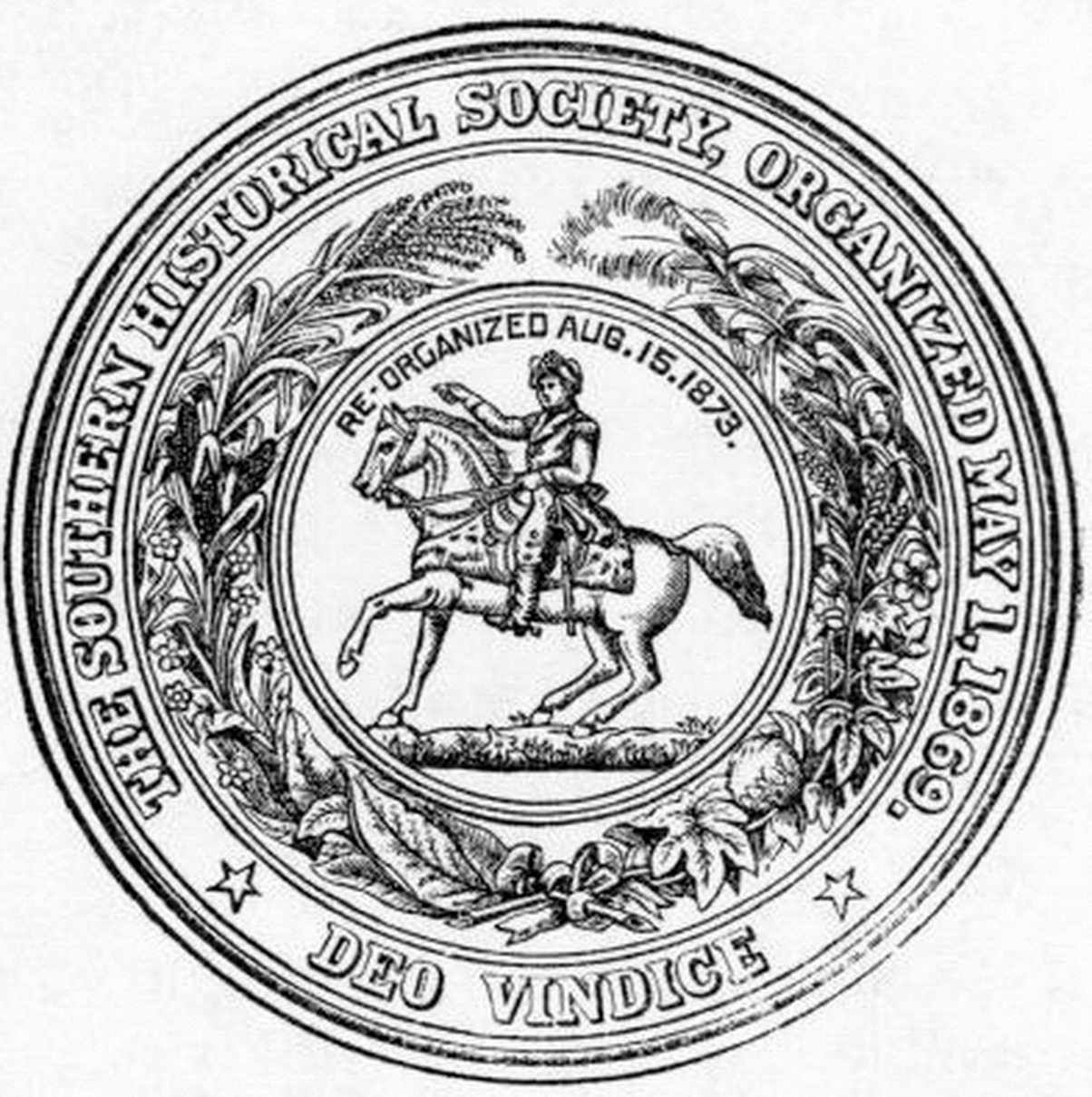
Selo da Sociedade Histórica do Sul

A Sociedade Histórica do Sul (em inglês:  Southern Historical Society) é uma organização pública fundada pelo major-general confederado Dabney Herndon Maury em 1868-1869 que documenta os pontos de vista militares e civis sulistas com relação aos acontecimentos da Guerra de Secessão desde aquele período até agora. Esses pontos de vista foram compilados nos Jornais da Sociedade Histórica do Sul, publicados no final do século XIX, com 52 volumes de artigos escritos por soldados, oficiais, políticos e civis sulistas.